# Bella bambina/Noi, sì vivremo
Bella bambina/Noi, sì vivremo è un singolo dei Rats pubblicato nel 1992, secondo estratto dall'album Indiani padani.

## Tracce
1. Bella bambina – 3:42
2. Noi, sì vivremo – 3:58